# Cimitero di Ghencea
Il cimitero di Ghencea è un cimitero civile nel quartiere di Ghencea di Bucarest. Accanto, vi è un cimitero militare italiano, con caduti della Prima guerra mondiale.

## Personalità inumate nel cimitero di Ghencea
- Gheorghe Argeșanu
- Iolanda Balaș
- Nicolae Ceaușescu
- Elena Ceaușescu
- Nicu Ceaușescu
- Mihai Chițac
- Florența Crăciunescu
- Gheorghe Cucu
- Aurelia Ion
- Mariana Nicolesco
- Costică Toma
- Nicolae Tonitza
- Corneliu Vadim Tudor
- Ilie Verdeț

## Galleria d'immagini

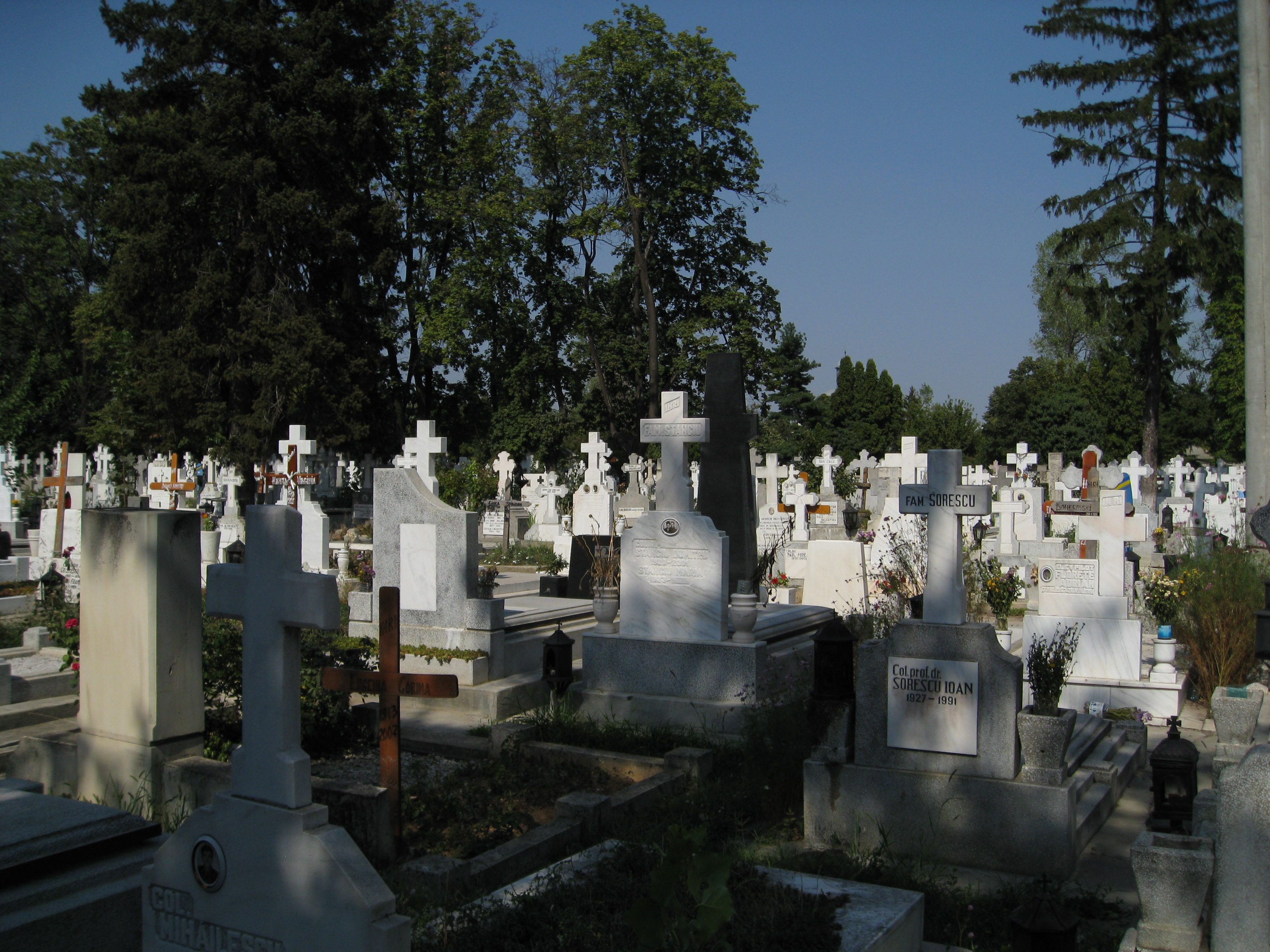
Tombe nel cimitero militare di Ghencea
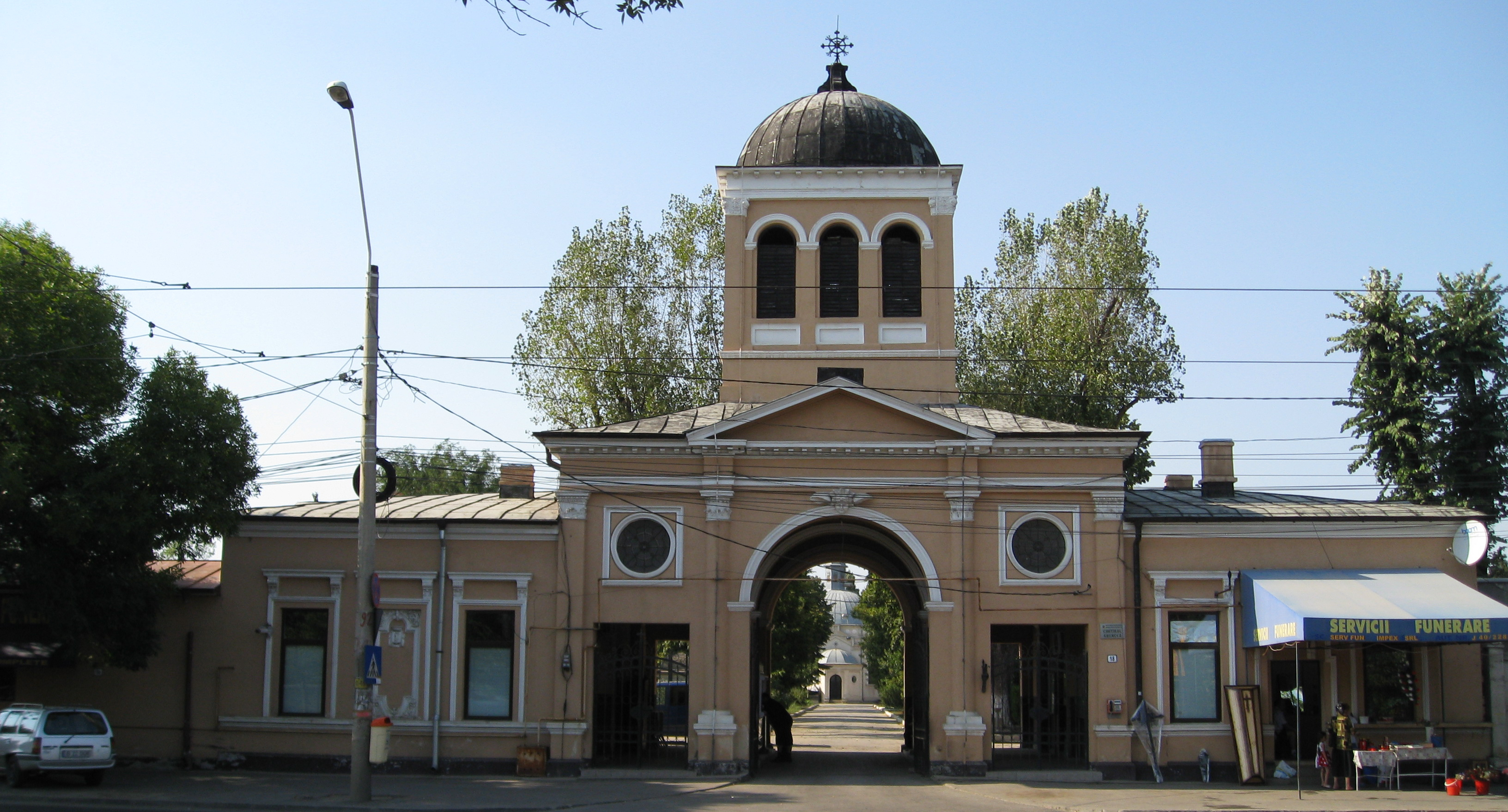
Cancello del cimitero civile di Ghencea
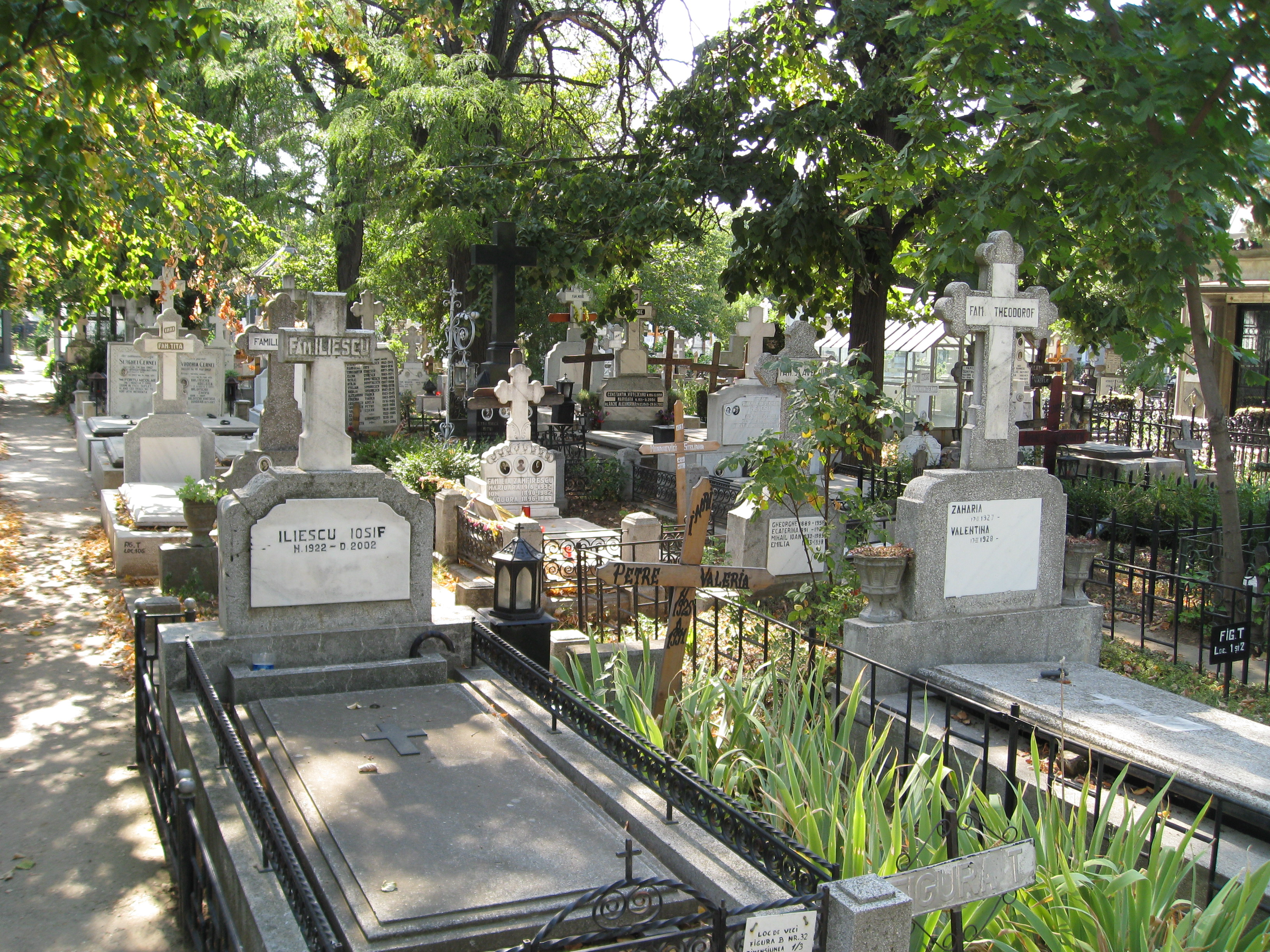
Tombe nel cimitero civile di Ghencea
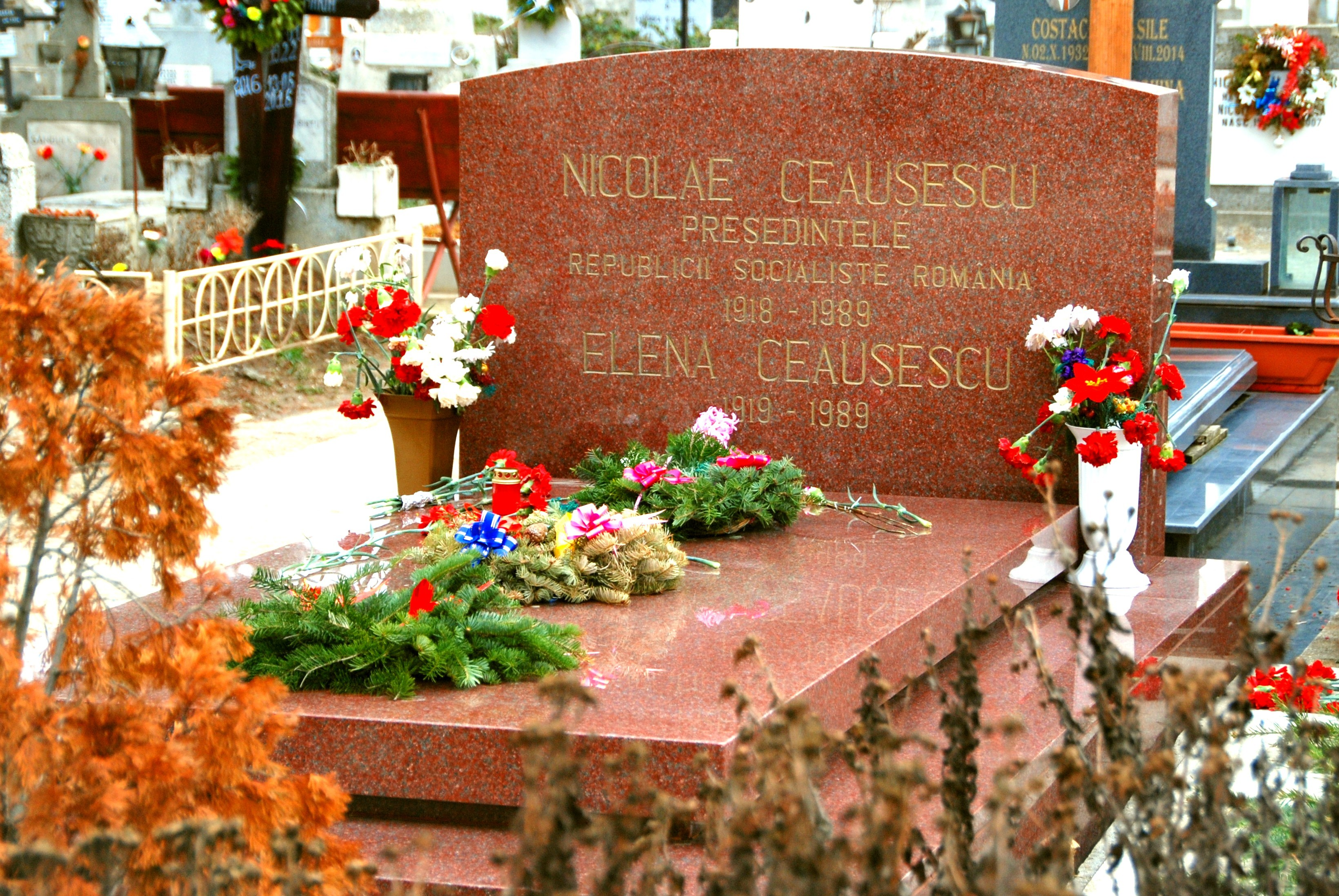
Tomba di Nicolae ed Elena Ceaușescu